# Le Retour des Puppet Master
Série
Puppet Master 5: The Final Chapter
(1994) Retro Puppet Master
(1999)
Pour plus de détails, voir Fiche technique et Distribution.
Le Retour des Puppet Master (Curse of the Puppet Master) est un film américain réalisé par David DeCoteau en 1998.

## Synopsis
Le Dr Magrew trouve les Puppet Master et après les avoirs étudiés, décide de créer une nouvelle race "d'humains" plus bons et n'ayant pas à réfléchir. Pour cela, il embauche un apprenti qui va servir de cobaye à ses terribles expériences.

## Fiche technique
- Réalisation : David DeCoteau
- Scénario : Benjamin Carr
- Producteur : Charles Band
- Durée : 80 minutes
- Genre : horreur et fantastique
  -  France :  16 octobre 2001 (en DVD)
- interdit aux moins de 12 ans

## Distribution
- George Peck : Dr Magrew
- Emily Harrison : Jane
- Josh Green : Robert
- Michael Guerin : Joey
- Michael Sollenberger